# Suché lůžko

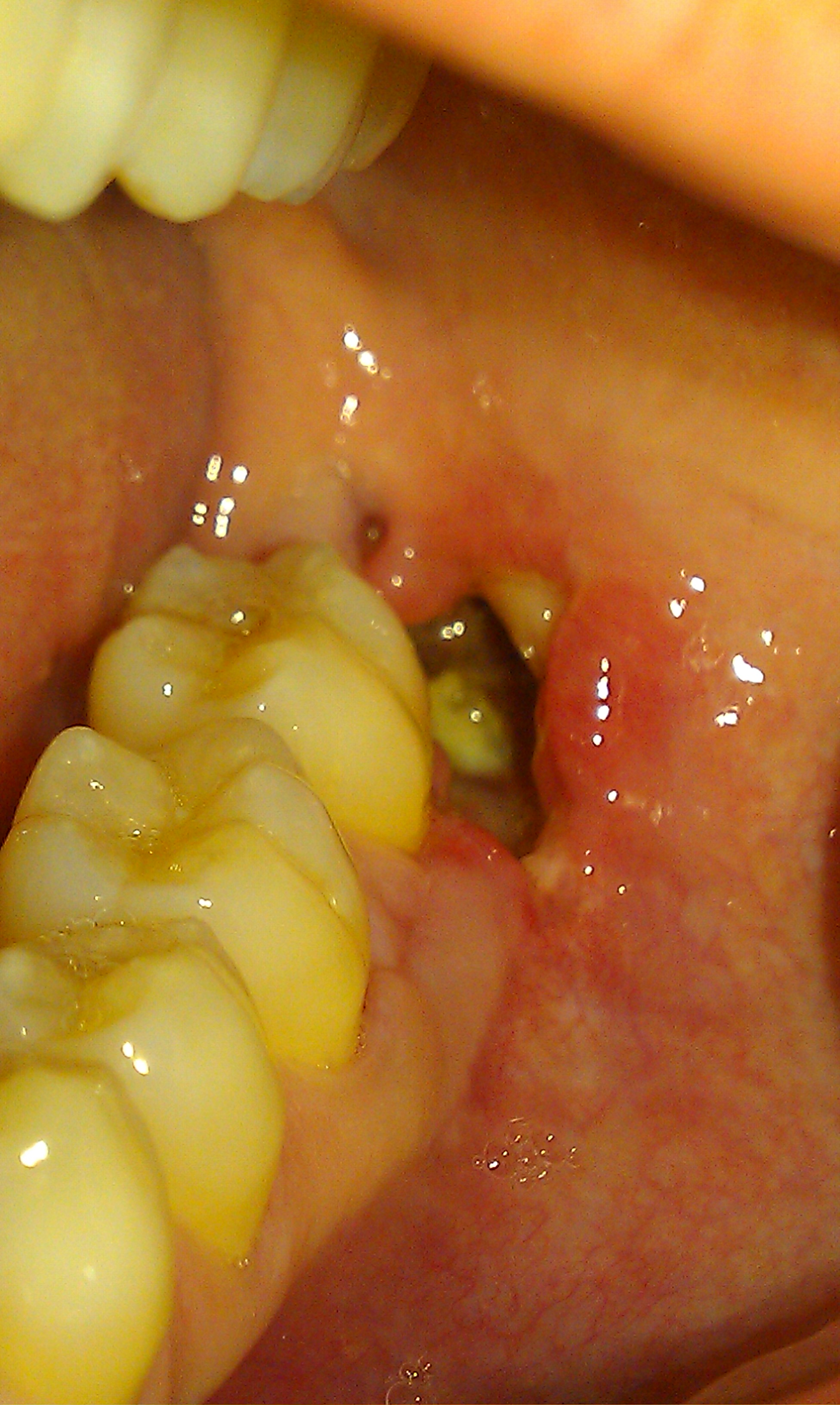
Suché lůžko 7 dní po extrakci dolního zubu moudrosti

Suché lůžko (latinsky alveolar osteitis, anglicky dry socket) je zánět alveolární kosti, tedy části čelistní kosti (horní nebo spodní čelisty), v níž jsou ukotveny zuby. Typicky se jedná o pooperační komplikaci po extrakci zubu.
Vzniká zpravidla tehdy, když se v místě extrakce zubu nevytvoří nebo předčasně odloučí krevní sraženina. Následkem toho zůstává zubní lůžko prázdné a odhalená kostní tkáň je vystavena dutině ústní. Zánět je pak lokalizován převážně na lamina dura, což je vrstva kosti lemující zubní lůžko. Tento specifický stav se označuje jako suché lůžko a vyznačuje se intenzivní bolestí a zpomaleným hojením. Suché lůžko se vyskytuje přibližně u 0,5 až 5 % běžných zubních extrakcí a až u 25 až 30 % případů komplikovaných extrakcí dolních (mandibulárních) zubů moudrosti, které jsou retinované, tedy uložené v kosti čelisti a prořezávající se až v dospělosti.

## Příznaky
Suché lůžko se nejčastěji vyskytuje v místě extrakce dolního třetího moláru (zubu moudrosti). Jelikož suché lůžko není primárně infekčního původu, obvykle se nevyskytuje horečka, zduření krčních lymfatických uzlin ani výrazný otok či zarudnutí okolních měkkých tkání. Projevy mohou být následující: 
- Prázdné zubní lůžko, částečně nebo zcela bez krevní sraženiny. Může být viditelná obnažená kost, případně je lůžko vyplněno zbytky potravy, pod nimiž je kost odkryta. Odhalená kost bývá extrémně citlivá a bolestivá na dotek.
- Obnažené stěny kostního lůžka
- Zánětlivě změněné okolní měkké tkáně mohou překrývat suché lůžko a ztěžovat jeho rozpoznání při běžném vyšetření.[1]
- Tupá, pulzující bolest v místě extrakce, střední až silné intenzity, často vystřelující do ucha, oka, spánku či krku. Typicky se rozvíjí 2. až 4. den po extrakci a může přetrvávat 10 až 40 dní.[1] Bolest může být natolik silná, že nereaguje ani na podání silných analgetik.
- Zápach z úst
- Nepříjemná pachuť v ústech[3]

## Příčiny
Mechanismus vzniku suchého lůžka není dosud plně objasněný. Za normálních okolností se po extrakci zubu krev vylije do lůžka, kde vytvoří krevní sraženinu. Tato sraženina je následně nahrazena granulační tkání tvořenou množícími se fibroblasty a endotelovými buňkami pocházejícími z pozůstatků periodontálního vazu, okolní alveolární kosti a dásňové sliznice. Následně dochází k přeměně granulační tkáně v hrubé fibrilární kostní struktury a nakonec ve normální kost.
Krevní sraženina se nemusí vytvořit kvůli nedostatečnému prokrvení – např. v důsledku kouření, anatomických odchylek, vysoké hustoty kosti nebo přítomnosti sklerotické kosti. Kromě toho může být sraženina předčasně odloučena (nadměrným vyplachováním úst nebo jejím rozkladem fibrinolýzou). Fibrinolýza (rozpad sraženiny) vzniká aktivací plazminogenu na plazmin a tvorbou kininů. Tenhle proces může být urychlený, když je místo extrakce podrážděné, mechanickým poraněním, ženskými hormony (hlavně u žen užívajících antikoncepci) nebo dráždivými látkami, které produkují bakterie.
Do lůžka se navíc mohou druhotně dostat bakterie, které dále přispívají k rozpadu sraženiny. Fibrinolýza a bakteriální degradace jsou považovány za klíčové faktory vedoucí ke ztrátě sraženiny. Vystavená kost reaguje zánětlivě, přičemž zánět zůstává omezený na stěny zubního lůžka, které nekrotizují. Odumřelá kost je následně pomalu odbourávána osteoklasty a mohou se tvořit drobné sekvestry. Čelistní kosti mají proti tomuto procesu určitou evoluční odolnost: vystavení kosti v jiných částech těla bývá podstatně závažnější. Hojení u suchého lůžka je pomalé, protože místo organizace krevní sraženiny musí nová tkáň prorůstat z okolní dásňové sliznice, což je pomalejší proces. Někteří pacienti mohou dočasně trpět zápachem z úst způsobeným stagnací zbytků potravy a činností bakterií produkujících zapáchající sloučeniny.

### Místo extrakce

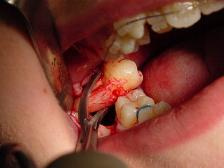
Extrakce zubu moudrosti v dolní čelisti zvyšuje riziko vzniku suchého lůžka

Suché lůžko se častěji vyskytuje v dolní čelisti než v horní, což souvisí s horším prokrvením dolní čelisti a také s tím, že se v dolních lůžkách snadněji usazují zbytky potravy. Častěji se vyskytuje u zadních zubů (stoliček) než u předních (řezáků a špičáků), pravděpodobně kvůli většímu rozsahu chirurgického zásahu a horšímu cévnímu zásobení v těchto místech. Výrazně častěji vzniká po extrakci dolních zubů moudrosti. Riziko se zvyšuje také při nedostatečném vypláchnutí lůžka po odstraněném zubu během zákroku.

### Infekce
Suché lůžko častěji vzniká, pokud je v ústech přítomna již předchozí infekce, a to například nekrotizující ulcerózní gingivitida nebo chronická parodontitida. Pokud není zub moudrosti postižen zánětem dásně, tzv. perikoronitidou, je riziko suchého lůžka při jeho vytržení nižší. U některých lidí má jejich ústní mikroflóra schopnost rozkládat krevní sraženinu (fibrinolytickou aktivitu), což je může činit náchylnějšími ke vzniku suchého lůžka po extrakci zubu. Je důležité rozlišit: infekce zubního lůžka po extrakci je jiný stav než suché lůžko. U suchého lůžka se ale může druhotná infekce dodatečně přidat.

### Kouření

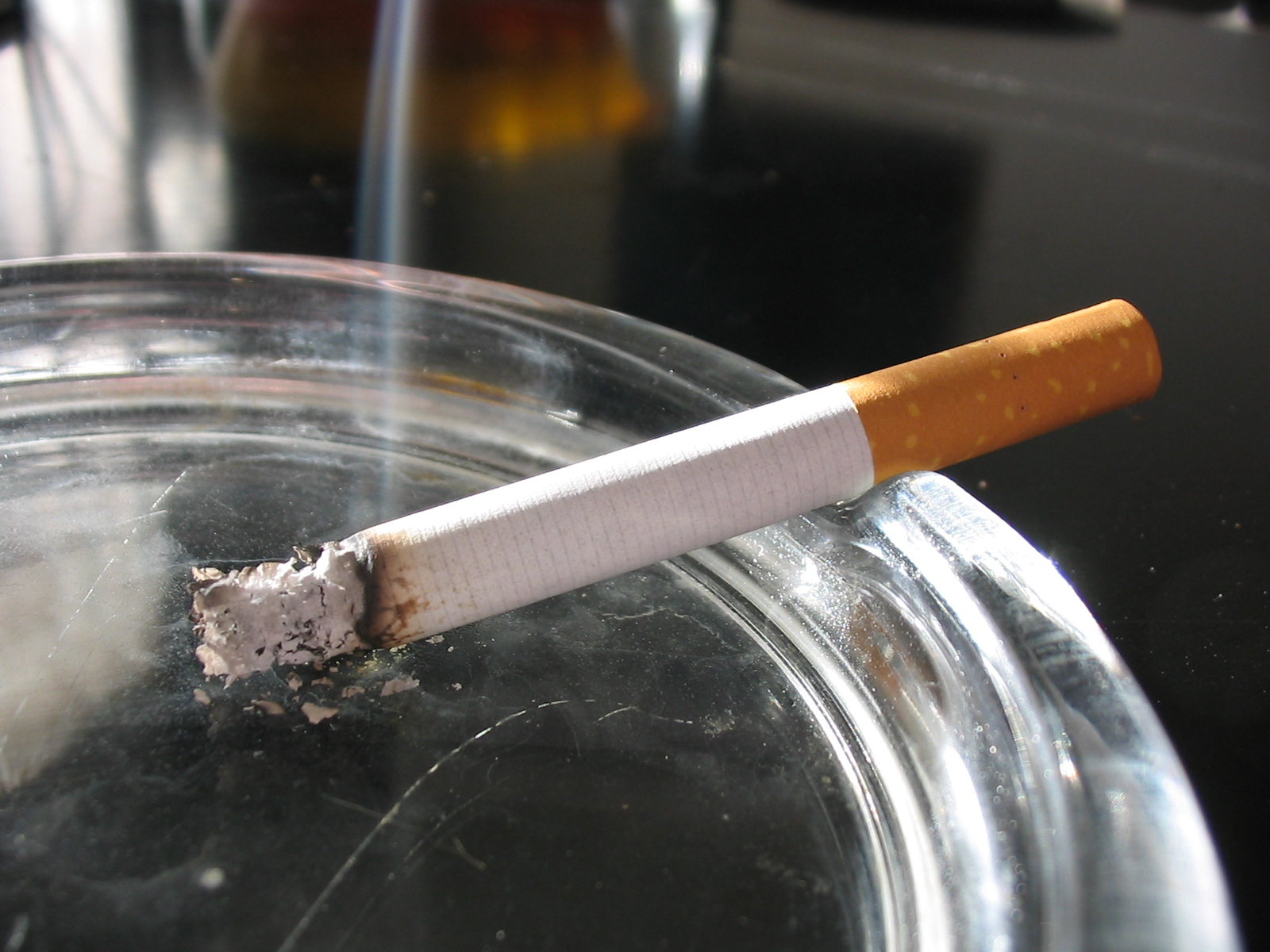
Kouření zvyšuje riziko suchého lůžka

Kouření a jakékoli užívání tabáku výrazně zvyšuje riziko vzniku suchého lůžka. Důvodem může být jednak zúžení drobných cév způsobené nikotinem, což zhoršuje prokrvení, a jednak samotné potahování. Při vdechování kouře vzniká podtlak, který může krevní sraženinu v lůžku uvolnit nebo zcela vytáhnout. Riziko suchého lůžka výrazně klesá, pokud člověk v prvních dnech po extrakci nekouří.

### Další příčiny
Suché lůžko častěji vzniká po obtížné extrakci zubu (chirurgická extrakce), kdy nadměrná síla nebo pohyb drtí cévy a poškozuje kostní stěny lůžka, což zhoršuje hojení. Riziko zvyšují i vazokonstriktory (látky zužující cévy), které jsou běžnou součástí lokálních anestetik. Snižují prokrvení a tím prodlužují účinek znecitlivění, ale zároveň zvyšují pravděpodobnost suchého lůžka. Bez nich by však v některých případech (např. při zánětu nebo akutní bolesti u horních zubů) nebylo možné dosáhnout dostatečného znecitlivění. Alternativou může být použití 3% mepivakainu bez adrenalinu při jednoduchých extrakcích dolních zubů. To poskytuje srovnatelný účinek jako lidokain s adrenalinem, jen kratší dobu. Riziko suchého lůžka zvyšuje také radioterapie čelistních kostí, která snižuje prokrvení tkání. U žen je dalším faktorem menstruační cyklus. Hormonální výkyvy během ovulace a užívání hormonální antikoncepce zvyšují náchylnost ke vzniku suchého lůžka. Proto se doporučuje plánovat zákrok raději v době menstruace.

## Diagnostika
Suché lůžko se obvykle projevuje bolestí 2. až 4. den po extrakci zubu. Na rozdíl od něj se jiné příčiny bolesti po vytržení zubu projevují buď ihned po odeznění anestézie (např. běžná pooperační bolest nebo zlomenina dolní čelisti), nebo naopak až po delší době (např. osteomyelitida, která způsobuje bolest až po několika týdnech). K vyšetření se používá šetrné vypláchnutí lůžka teplým solným roztokem a jemné prohmatání sondou, aby se potvrdila diagnóza. Někdy může být příčinou bolesti i zbytek kořene nebo úlomek kosti, který zůstal v lůžku a brání hojení. V takovém případě se provádí rentgenové vyšetření.

## Léčba a prevence
Léčba suchého lůžka je pouze symptomatická. Podávají se léky proti bolesti (které ne vždy účinkují) a lůžko se vyplachuje solným roztokem nebo anestetikem, aby se odstranily zbytky potravy a nečistoty. Do suchého lůžka se často vkládají léčebné vložky obsahující antibakteriální, anestetické nebo zklidňující látky (například oxid zinečnatý a eugenol, přípravky jako alvogyl, nebo masti s metronidazolem a lidokainem). Tyto vložky ale mohou působit jako cizí těleso a zpomalit hojení, proto se obvykle odstraňují, jakmile bolest ustoupí. Prokazatelně účinná léčba však není jasná a některé zákroky jako kiretáž lůžka (ošetření jeho stěn) mohou bolest ještě zvýšit, takže jejich přínos je diskutabilní. Prevence suchého lůžka spočívá v pečlivém dodržování pooperačních pokynů: užívání léků, vyhýbání se horkým nápojům, absenci kouření, nevytváření podtlaku v ústech (například pitím přes brčko) a v některých případech i použití chlorhexidinu nebo antifibrinolytik. U žen (například užívajících hormonální antikoncepci) může být výhodné plánovat extrakci během menstruace. Před zákrokem vytržení zubu lze také odstranit zubní kámen.